# Josette Amiel
Josette Amiel (Vanves, Francia, 19 de noviembre de 1930) es una bailarina y maestra de danza francesa.
Estudió en el Conservatorio francés y en la Escuela de Ballet de la Ópera de París, en donde posteriormente, de 1980 hasta 1997, fue Maestra.
Hizo su debut en la Ópera Cómica y luego ingresó al Ballet de la Ópera de París, alcanzando en 1953 el título de Primera Bailarina y en 1958 y hasta 1971 el de Bailarina Estrella.
Josette Amiel fue condecorada en 1975 con la orden Officier de la Légion d’Honneur et Commandeur.
Retirada de los escenarios desde 1971, se ha mantenido activa como maestra y como repositora de algunos ballets.